# 杉村キナラブック
杉村 キナラブック（すぎむら キナラブック、1888年9月15日 - 1973年9月9日）は、北海道雨竜郡イチャン（現在の深川市一已）出身のアイヌ女性。雨竜村で育ち、結婚後は旭川市に移り住み、一生をそこで終えたため旭川のアイヌ文化伝承者として知られる。
アイヌ名のKinarapukをそのままカタカナ表記にするとキナラプㇰとなるが、一般的にはキナラブックという表記で知られる。Kinarapukは「蒲の節を手に取る」の意で、実際に彼女はチタラペ（蒲で編んだござ）作りの名人だった。

## 概略
雨竜郡イチャン（一已）コタンに生まれる。父は稲高トンビン、母はイトモシマツ。妹の太田コウンテカン（和名シモ）もアイヌ文化伝承者として知られる。
和人からの圧迫を避け、3歳で雨竜村フシコ（伏古）に一家で移り住む。そして18歳で、旭川市近文の杉村コキサンクルに嫁いだ。
アイヌ語や口承文芸や、伝統工芸について豊富な知識と経験を持ち、1967年には旭川市指定無形文化財アイヌ伝承文学の保持者として認定された。民間のアイヌ文化研究者、大塚一美および二女の杉村京子らが彼女の記憶していた口承文芸を大量のテープに録音し、その一部が『キナラブック・ユーカラ集』（旭川市）として1969年に刊行されたほか、彼女の伝承していた物語が数々の研究報告書や絵本の形で出版されている。
また、アイヌ語研究者、田村すず子、浅井亨らに協力した。
二女の杉村京子、三女の杉村フサもアイヌ文化伝承者として活躍した。1973年、老衰のため旭川市内の自宅で死去した。84歳没。